# Electric Universe
Albums de Earth, Wind & Fire
Powerlight
(1983) Touch the World
(1987)
Singles
1. Magnetic
Sortie : novembre 1983
2. Touch
Sortie : janvier 1984
3. Moonwalk
Sortie : avril 1984

Electric Universe est le treizième album studio du groupe américain Earth, Wind and Fire, sorti le 4 novembre 1983 chez Columbia Records.
L'album est produit par Maurice White et a été enregistré au cours de l'année 1983 aux studios The Complex à Los Angeles et Ocean Way à Hollywood. Sur cet album, le groupe introduit un son new wave et synth-pop. Aux États-Unis, l'album s'est classé à la 40e place du classement Billboard 200 et à la 8e place du Billboard Top Black Albums.

## Liste des titres
| 1. | Magnetic          | Martin Page                                   | 4:19 |
| 2. | Touch             | - Jon Lind - Martin Page                      | 4:54 |
| 3. | Moonwalk          | - David Porter - Desmond O'Connor             | 4:08 |
| 4. | Could It Be Right | - Allee Willis - David Foster - Maurice White | 5:15 |

| 5. | Spirit of a New World        | - Brian Fairweather - Foster - Page - White         | 4:29 |
| 6. | Sweet Sassy Lady             | - Lisa Vaughn - White - Wanda Vaughn - Wayne Vaughn | 4:08 |
| 7. | We're Living in Our Own Time | - Willis - White - Michel Colombier                 | 5:18 |
| 8. | Electric Nation              | - Fairweather - Page - White                        | 4:30 |

## Classements hebdomadaires
| Classement (1983)                      | Meilleure position |
| -------------------------------------- | ------------------ |
| Allemagne de l'Ouest (Media Control)   | 37                 |
| États-Unis (Billboard 200)             | 40                 |
| États-Unis (Top Black Albums)          | 8                  |
| Japon (Oricon)                         | 20                 |
| Pays-Bas (Mega Album Top 100)          | 22                 |
| Royaume-Uni (Blues & Soul Soul Albums) | 18                 |
| Suède (Sverigetopplistan)              | 17                 |
| Suisse (Schweizer Hitparade)           | 22                 |